# Michitaka Akimoto
Michitaka Akimoto (秋本 倫孝 Akimoto Michitaka?), född 24 september 1982 i Shizuoka prefektur, är en japansk fotbollsspelare.
Akimoto började sin karriär 2005 i Ventforet Kofu. Han spelade 151 ligamatcher för klubben. 2011 flyttade han till Kyoto Sanga FC. Efter Kyoto Sanga FC spelade han för Kataller Toyama, Thai Honda FC och Fujieda MYFC.